# جادين فيلوجين
جادين ريتشارد فيلوجين-بيداس (بالإنجليزية: Jaden Richard Philogene-Bidace)‏ (من مواليد 8 فبراير 2002) هو لاعب كرة قدم إنجليزي محترف يلعب في مركز الجناح لصالح نادي أستون فيلا في الدوري الإنجليزي الممتاز. هو خريج أكاديمية أستون فيلا، ومثّل إنجلترا على مستوى الشباب.

## حياته المُبكّرة
وُلِد جادين ريتشارد فيلوجين-بيداس في 8 فبراير 2002 في هامرسميث، لندن الكبرى. التحق بمدرسة أكسبريدج الثانوية، حيث تم اختياره بانتظام كأفضل لاعب كرة قدم.

## مسيرته الكروية

### أستون فيلا

#### بداياته
تم التعاقد مع فيلوجين من أكاديمية برو:دايركت (Pro:Direct Academy) في لندن إلى أكاديمية أستون فيلا في يناير 2018. أمضى بعض الوقت في الاختبار في عدد من الأندية في دوري كرة القدم الإنجليزية، بما في ذلك برينتفورد، قبل الاستقرار في أستون فيلا.
بعد تألقه مع فريق تحت 23 عامًا، وجذبه اهتمام أندية برشلونة وباريس سان جيرمان وبوروسيا دورتموند، وقّع فيلوجين أول عقد احترافي له مع أستون فيلا.
في 19 مايو 2021، حصل فيلوجين على أول مشاركة له مع الفريق الأول، حيث دخل كبديل في وقت متأخر في فوز أستون فيلا 2-1 خارج أرضه ضد توتنهام هوتسبير.

#### الإعارات
في 21 يناير 2022، انضم فيلوجين إلى نادي ستوك سيتي في دوري البطولة الإنجليزية على سبيل الإعارة حتى نهاية موسم 2021-22. في اليوم التالي، شارك فيلوجين لأول مرة في دوري البطولة الإنجليزي كبديل في وقت متأخر من المباراة التي خسرها الفريق على أرضه 3-2 أمام فولهام. شارك فيلوجين في 11 مباراة مع ستوك، وسجل مرة واحدة في فوز 3–0 على سوانزي سيتي في 8 فبراير 2022.
في 26 يوليو 2022، انضم فيلوجين إلى نادي كارديف سيتي في دوري البطولة الإنجليزية على سبيل الإعارة حتى نهاية موسم 2022-23. شارك لأول مرة مع كارديف في 6 أغسطس 2022، كبديل متأخر في هزيمة الدوري أمام ريدينغ. سجل فيلوجين هدفه الأول مع كارديف في 13 أغسطس، وكان الهدف الحاسم في الفوز (1-0) على غريم أستون فيلا اللدود برمنغهام سيتي.

### هال سيتي
في 1 سبتمبر 2023، وقع فيلوجين مع نادي هال سيتي في دوري البطولة الإنجليزية مقابل رسوم غير معلنة. شارك لأول مرة في 15 سبتمبر في مباراة انتهت بالتعادل (1-1) على أرضه أمام كوفنتري سيتي. في نوفمبر 2023، تم اختيار فيلوجين كأفضل لاعب في هال سيتي لشهر أكتوبر.
في 13 فبراير 2024، سجل فيلوجين هدف التعادل في فوز هال سيتي 2-1 على روذرهام يونايتد، والذي تم ترشيحه لاحقًا لجائزة بوشكاش للفيفا. في المرمى، قام فيلوجين بتجاوز مدافع الفريق المنافس قبل أن يضع الكرة في شباك الخصم بتسديدة رابونا. على الرغم من تسجيله في البداية على أنه هدف ذاتي بسبب انحراف بسيط قبل أن تعبر الكرة إلى الشباك، إلا أن رابطة كرة القدم الإنجليزية اعتبرت في النهاية أن فيلوجين هو صاحب الهدف.

### العودة إلى أستون فيلا
في 19 يوليو 2024، عاد فيلوجين إلى أستون فيلا بعقد مدته خمس سنوات. كان هال سيتي قد وافق على رسوم انتقال بقيمة 18 مليون جنيه إسترليني مع إيبسويتش تاون في وقت سابق من الصيف، مما دفع أستون فيلا إلى تفعيل بند في اتفاقية الانتقال الأصلية مع هال سيتي يسمح لهم بمطابقة الرسوم. ومع ذلك، وبسبب بند بيع بنسبة 30% الذي كان موجودًا أيضًا، كانت الرسوم التي دفعها أستون فيلا لهال سيتي أقرب إلى 13 مليون جنيه إسترليني. في 17 أغسطس، ظهر لأول مرة مع النادي، كبديل، في فوز (2–1) على وست هام يونايتد في الدوري.
في 19 أكتوبر 2024، تلقى فيلوجين البطاقة الحمراء الأولى له في الفوز (3-1) خارج الأرض على فولهام، بعد حصوله على البطاقة الصفراء الثانية في الدقائق الأخيرة من الوقت المحتسب بدل الضائع.

### إيبسويتش تاون
في 15 يناير 2025، وقع فيلوجين مع نادي إيبسويتش تاون في الدوري الإنجليزي الممتاز مقابل مبلغ لم يُكشف عنه، يُقال إنه بلغ 20 مليون جنيه إسترليني، بالإضافة إلى إضافات (add-ons).

## المسيرة الدولية
ولد فيلوجين في إنجلترا، وهو من أصل دومينيكي. في نوفمبر 2020، كان فيلوجين جزءًا من معسكر تدريبي لمنتخب إنجلترا تحت 19 عامًا، ولعب كبديل في مباراة غير رسمية ضد فريق ديربي كاونتي تحت 23 عامًا، حيث سجل ثلاثية.
شارك فيلوجين لأول مرة مع منتخب إنجلترا تحت 20 عامًا في 6 سبتمبر 2021 في فوز (6-1) على رومانيا في سانت جورج بارك.
في 12 أكتوبر 2023، ظهر فيلوجين لأول مرة مع منتخب إنجلترا تحت 21 عامًا، وسجل هدفين ضد صربيا في تصفيات بطولة أوروبا تحت 21 عامًا 2025.

## الإحصائيات
آخر تحديث 19 ديسمبر 2024.
| النادي                | الموسم  | الدوري                   | الدوري    | الدوري  | كأس الاتحاد الإنجليزي | كأس الاتحاد الإنجليزي | كأس رابطة الأندية الإنجليزية المحترفة | كأس رابطة الأندية الإنجليزية المحترفة | أوروبا    | أوروبا  | أخرى      | أخرى    | المجموع   | المجموع |
| النادي                | الموسم  | القسم                    | المُشاركات | الأهداف | المُشاركات             | الأهداف               | المُشاركات                             | الأهداف                               | المُشاركات | الأهداف | المُشاركات | الأهداف | المُشاركات | الأهداف |
| --------------------- | ------- | ------------------------ | --------- | ------- | --------------------- | --------------------- | ------------------------------------- | ------------------------------------- | --------- | ------- | --------- | ------- | --------- | ------- |
| أستون فيلا تحت 21 سنة | 2019–20 | —                        | —         | —       | —                     | —                     | —                                     | —                                     | —         | —       | 1         | 0       | 1         | 0       |
| أستون فيلا تحت 21 سنة | 2020–21 | —                        | —         | —       | —                     | —                     | —                                     | —                                     | —         | —       | 1         | 0       | 1         | 0       |
| أستون فيلا تحت 21 سنة | 2021–22 | —                        | —         | —       | —                     | —                     | —                                     | —                                     | —         | —       | 2         | 2       | 2         | 2       |
| أستون فيلا تحت 21 سنة | المجموع | المجموع                  | —         | —       | —                     | —                     | —                                     | —                                     | —         | —       | 4         | 2       | 4         | 2       |
| أستون فيلا            | 2020–21 | الدوري الإنجليزي الممتاز | 1         | 0       | 0                     | 0                     | 0                                     | 0                                     | —         | —       | —         | —       | 1         | 0       |
| أستون فيلا            | 2021-22 | الدوري الإنجليزي الممتاز | 1         | 0       | 1                     | 0                     | 2                                     | 0                                     | —         | —       | —         | —       | 4         | 0       |
| أستون فيلا            | 2023–24 | الدوري الإنجليزي الممتاز | 1         | 0       | —                     | —                     | —                                     | —                                     | 0         | 0       | —         | —       | 1         | 0       |
| أستون فيلا            | المجموع | المجموع                  | 3         | 0       | 1                     | 0                     | 2                                     | 0                                     | 0         | 0       | 0         | 0       | 6         | 0       |
| ستوك سيتي (إعارة)     | 2021–22 | دوري البطولة الإنجليزية  | 11        | 1       | 0                     | 0                     | —                                     | —                                     | —         | —       | —         | —       | 11        | 1       |
| كارديف سيتي (إعارة)   | 2022–23 | دوري البطولة الإنجليزية  | 37        | 4       | 1                     | 1                     | 1                                     | 0                                     | —         | —       | —         | —       | 39        | 5       |
| هال سيتي              | 2023–24 | دوري البطولة الإنجليزية  | 32        | 12      | 0                     | 0                     | —                                     | —                                     | —         | —       | —         | —       | 32        | 12      |
| أستون فيلا            | 2024–25 | الدوري الإنجليزي الممتاز | 11        | 0       | 0                     | 0                     | 1                                     | 0                                     | 3         | 0       | —         | —       | 15        | 0       |
| إيبسويتش تاون         | 2024–25 | الدوري الإنجليزي الممتاز | 1         | 0       | 0                     | 0                     | —                                     | —                                     | —         | —       | —         | —       | 1         | 0       |
| المجموع               | المجموع | المجموع                  | 96        | 17      | 2                     | 1                     | 4                                     | 0                                     | 3         | 0       | 4         | 2       | 108       | 20      |

1. 1 2 3  الظهور في كأس دوري كرة القدم الإنجليزية
2. ↑  الظهور في دوري أبطال أوروبا

## روابط خارجية
- جادين فيلوجين على موقع الاتحاد الأوربي (الإنجليزية)
- جادين فيلوجين على موقع قاعدة بيانات كرة القدم.إي يو (الإنجليزية)
- جادين فيلوجين على موقع Soccerbase.com (لاعب) (الإنجليزية)
- جادين فيلوجين على موقع Soccerway.com (الإنجليزية)
- جادين فيلوجين على موقع عالم كرة القدم.نت (الإنجليزية)